# Koreiz
Koreíz (en ucraniano: Кореї́з, en ruso: Кореи́з, en tártaro de Crimea: Koreiz) es una ciudad de Crimea situada en la costa sur de la península, a las orillas del mar Negro. Forma parte del municipio de Yalta, dentro de la República Autónoma de Crimea de Ucrania y reclamada por la República de Crimea en Rusia.
En un sanatorio de esta localidad estuvo ingresado en 1923 Dmitri Shostakóvich, para recuperarse de síntomas de tuberculosis, subvencionado por el director del Conservatorio de Petrogrado, Aleksandr Glazunov. Allí conoció a Tanya Glivenko, de su misma edad, hija de un filólogo moscovita, que tenía un cargo oficial en el control de las casas de reposo. Había enviado a sus hijas para que pasaran allí las vacaciones. Esta relación puede considerarse el primer amor de Shostakóvich y duró varios años, a pesar de su separación al regresar a sus respectivas ciudades de origen.